# Paul Weitz (regisseur)

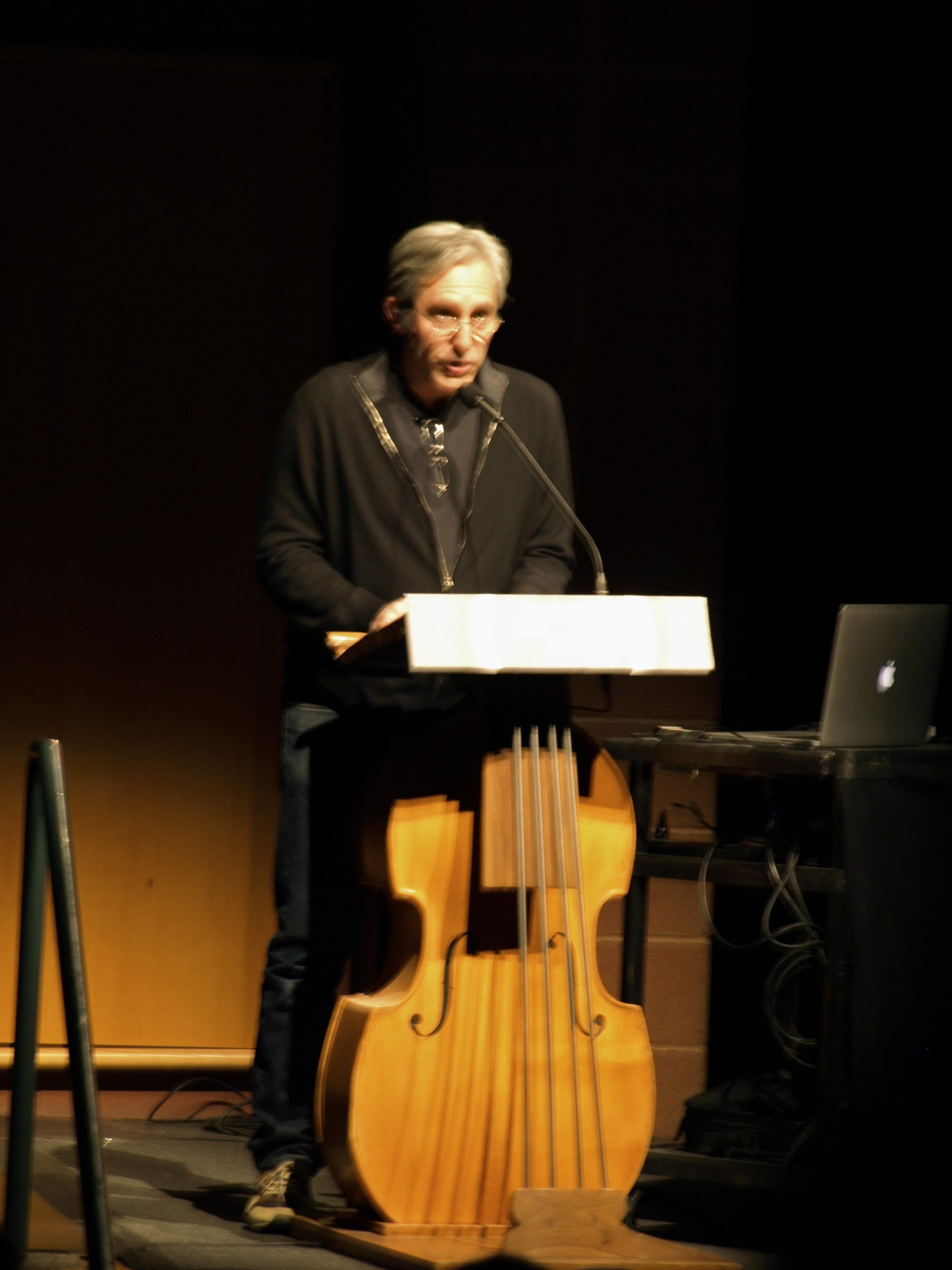
Paul Weitz (2015)

Paul Weitz (New York, 19 november 1965) is een Amerikaans regisseur en scenarioschrijver.

## Levensloop en carrière
Weitz werd in 1965 geboren als zoon van John Weitz en actrice Susan Kohner. Zijn grootmoeder langs moeders kant is actrice Lupita Tovar.
Samen met zijn broer Chris Weitz schreef hij in 1998 mee aan het scenario voor de animatiefilm Antz. Een jaar later hadden de broers succes met American Pie. Met Chris maakte hij nog twee films: Down to Earth en About a Boy.
In 2004 regisseerde Weitz voor het eerst alleen een film: In Good Company. In Life After Beth, een film die in 2014 uitkwam, acteert hij voor het eerst.

## Filmografie
- 1999: American Pie (met Chris Weitz)
- 2001: Down to Earth (met Chris Weitz)
- 2002: About a Boy (met Chris Weitz)
- 2004: In Good Company
- 2006: American Dreamz
- 2009: Cirque du Freak: The Vampire's Assistant
- 2010: Meet the Parents: Little Fockers
- 2012: Being Flynn
- 2013: Admission

Als acteur:
- 2014: Life After Beth

- Biblioteca Nacional de España: XX1452201
- Bibliothèque nationale de France: cb141453102 (data)
- Gemeinsame Normdatei: 130502758
- International Standard Name Identifier: 0000 0001 0939 1114
- Library of Congress Control Number: no00036335
- Nationale Bibliotheek van Tsjechië: hka2010582683
- Nationale Bibliotheek van Israël: 987007437773205171
- Nationale Bibliotheek van Polen: a0000001256881
- Nederlandse Thesaurus van Auteursnamen: 200802828
- SNAC: w60k3571
- Système universitaire de documentation: 124725945
- Virtual International Authority File: 118150375
- WorldCat: E39PBJpVb7dvxjFMGwTm8H74MP